# Halal étkezés

A halal (حلال) jele

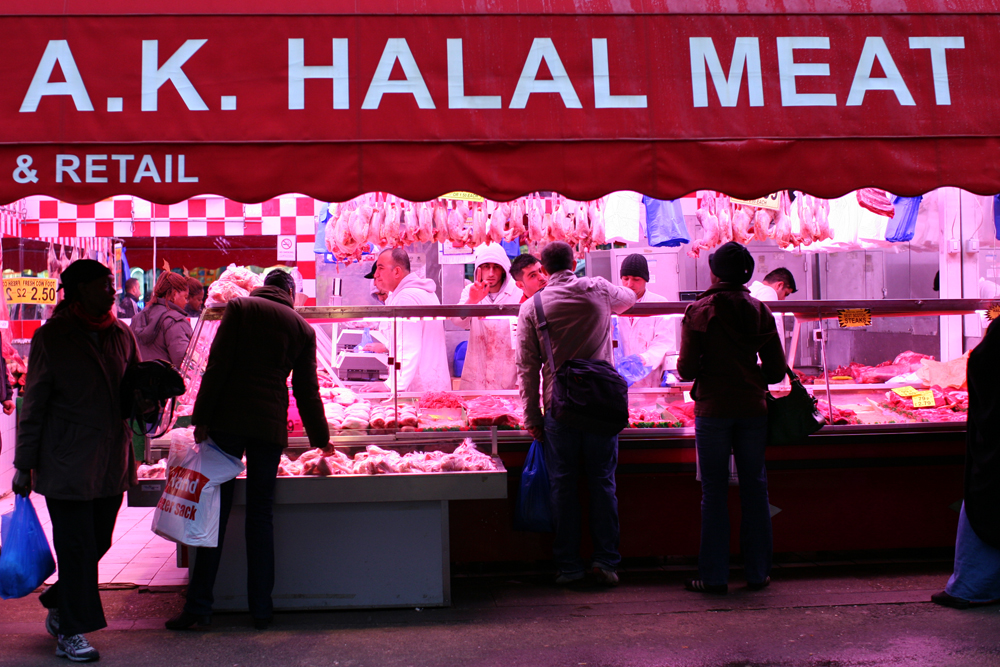
Halal húsüzlet, Brixton Market, London

Halal (arabul: حلال) étkezésnek hívjuk az iszlám vallásban azt az étkezést, mely csak az iszlám megengedett ételeit tartalmazza.
A szó maga arra utal, ami megengedett, illetve törvényes a hagyományos iszlám jog, a saría szerint. Gyakran használják a szót a megengedett ételekre és italokra: leggyakrabban az iszlám étkezési szabályokra utal. 
A Koránban a halal a harám (azaz tiltott) ellentéte. Az iszlám jogtudományban ez a kettős elv egy bonyolultabb rendszerré fejlődött, amelynek neve „az öt döntés”: kötelező, ajánlott, közömbös, kifogásolható és tiltott. Az iszlám jogtudósok véleménye eltérő arról, hogy a halal ezekből az első hármat, vagy az első négyet fedi le. A legutóbbi időkben a tömegeket mozgósítani igyekvő iszlám mozgalmak és szerzők a bonyolultabb felosztás helyett a halal-harám kettőst hangsúlyozták.

## Haram étkek
Tisztátalan a vér, a döghús, a sertéshús, illetve minden olyan állat, melynek karma van, illetve amely húst eszik. A Korán egyik verse szerint a zsidóknak meg van tiltva a zsír, kivéve ami az állat belén és hátán van. „Így fizetnek meg lázadozásaikért” – mondja a Korán.[forrás?]

## Iszlám állatvágási szabályok
Az iszlám nem engedi meg az olyan húst, mely felett nem hangzott fel Allah neve. Éppen ezért az iszlám vágási módszere a Koránon és a Szunnán alapul. Először imát mondanak, majd elvágják az állat nyaki ütőereit, kivéreztetik, és utána már halal a hús. Ez tulajdonképpen majdnem megfelel a zsidó kóser előírásoknak. Éppen ezért mondja a Korán, hogy a zsidók étele meg van engedve a muszlimoknak.

## Egyéb szabályok
Zarándokoknak tilos vadászni, de hogy tilos-e a vadhús, arról a vallástudósok véleménye eltér. A Korán azt is említi, hogy megengedettek azok, melyeket a muszlimok vadászatra betanított állatai ölnek meg, akkor csak Allah nevét kell a vad felett megemlíteni. 2019-ben Belgiumban állatvédelmi okokból betiltották a kóser és a halal vágóhidakat. Svédország, Dánia és Szlovénia már korábban is tiltotta a halal vágóhidak üzemeltetését, Németországban és Hollandiában pedig megnehezítették az engedélyezését.